# Бьонвикен, Туре
Туре Бьонвикен (норв. Tore Bjonviken; 2 января 1975 года) — норвежский лыжник, победитель этапа Кубка мира. Универсал, одинаково успешно выступал и в спринтерских и в дистанционных гонках.
В Кубке мира Бьонвикен дебютировал 24 февраля 1996 года, в декабре 2002 года одержал единственную в карьере победу на этапе Кубка мира, в эстафете. Кроме этого имеет на своём счету 6 попаданий в тройку лучших на этапах Кубка мира, 4 в личных гонках и 2 в командных. Лучшим достижением Бьонвикена в общем итоговом зачёте Кубка мира является 20-е место в сезоне 2000/01.
За свою карьеру участвовал в одном чемпионате мира, на чемпионате мира 2003 года был 44-м в гонке на 15 км классическим стилем. На чемпионатах Норвегии, побеждал один раз, в спринте в 2002 году, кроме того четырежды попадал в призёры.
Использовал лыжи производства фирмы Fischer.